# Purpura (aandoening)
Purpura is een huidaandoening van rode of paarsgekleurde plekken die niet verbleken wanneer op de huid gedrukt wordt.  De vlekken worden veroorzaakt door bloedingen onder de huid als gevolg van trombocytenaandoeningen, vaataandoeningen, stollingsstoornissen of andere oorzaken.
De vlekken hebben een diameter van 0,3-1 centimeter, terwijl petechiën minder dan 3 millimeter zijn en ecchymose groter zijn dan 1 centimeter.
Purpura komt vaak voor bij vlektyfus en kan aanwezig zijn bij hersenvliesontsteking die veroorzaakt door meningokokken of sepsis ('bloedvergiftiging').